# Tennis for Two
『Tennis for Two』（テニス・フォー・ツー）は、1958年に開発されたコンピュータゲームである。
アメリカの物理学者、ウィリアム・ヒギンボーサムによって開発された最初期のコンピュータゲームとされるもののひとつである。『電視遊戯大全』および『電視遊戯時代』では、このゲームを世界初としている。世界で初めて「研究でコンピュータを使っている人だけでなく、不特定多数の人に遊ばれた」「遊んだ人も大いに楽しんだ」「ブラウン管表示を使う」「リアルタイムインタラクティブ性のある」ゲームである（ただし「コンピュータ」ゲームとしては、現在一般的なディジタルコンピュータではなく、アナログコンピュータを使ったゲームである）。
「Tennis for Two（二人でテニスを）」のタイトルは、アメリカの楽曲および映画「二人でお茶を」に由来すると思われる（なお『～大全』及び『～時代』では名前はなかったとしている）。

## 『Tennis for Two』が出来るまでの背景
ヒギンボーサムはニューヨーク州アプトンにある連邦原子力研究機関、ブルックヘブン国立研究所（Brookhaven Naitonal Laboratory、通称BNL）計測器部門の責任者で、日本に落とされた原子爆弾の計画「マンハッタン計画」にも関わり、レーダーシステムの改良を担当していた。しかし地元住民には原子力に対する不安があった為、研究が安全である事をアピールしようと、研究所を毎年秋に一般公開していたが、内容は機材や写真だけで、住民には退屈としか思えなかった。
そこでヒギンボーサムは、楽しみながら研究を理解してもらうのが一番と考え、同部所の技術者であるロバート・ボブ・ドボラックと共に、3週間でこの展示を完成させ、1958年10月、展示会に来た見学者に実際遊んでもらった。

## ゲームの概要・操作方法
一般的なピンポンテニスゲームは『オデッセイ』やアタリの『ポン』の様に、真上から見下ろした視点でラケットが上下に動く。だが『Tennis for Two』は横から見た視点で、地面をあらわす横のラインと、ネットをあらわす縦の短いラインが描かれ、ボールは放物線を描いて下に落ちる。
使用する操作装置はボタン1（ゲームリセット）、つまみ（ボールの落下する放物線角度を変える）、ボタン2（打ち返す）である。点数表示は無い。ボールを打ち返す音は付いていたが、音声や動画は記録されていない（再現（後述）された装置による動画を見ると、リレースイッチが働いてボールが跳ね返る（輝点を制御する電圧の変化が逆転する）ため、そのリレーの動作音が聞こえている）。
ハードウェア面を説明すると、オシロスコープ（直径5インチ/13センチ）をモニターとして用い、スイッチを箱に取り付けたコントローラから操作する。本体は冷蔵庫ないしタンス大のアナログコンピュータ2～3台と、それらをリレー等で組み合わせた配線から成る。
アナログコンピュータを利用しているので、精密にはアナログコンピュータゲームとなる。

## その後の『Tennis for Two』
『Tennis for Two』は大評判となり、これを遊ぶ為に何時間も並ぶ人が出た程だった。翌1959年にはより大きな15インチオシロスコープで公開され、重力の違う惑星上ではどう違ってくるかという様子も展示された。しかし翌年までには別の研究に使う為、解体された。
電子回路の特許を20個持っていたヒギンボーサムは、『Tennis for Two』については権利を主張する事が無かった。またこれを継続しようとする者や、ゲームビジネスに使おうとする者も現れず、『Tennis for Two』の存在は長年埋もれたままになった。
1982年2月頃、ビデオゲームに関する裁判でヒギンボーサム自身が証言したのが、再度脚光を浴びるきっかけになったと言われている。世界初のゲーム歴史研究家と言われるDavid Ahlが同年11月、コンピュータ雑誌に記事を載せた事で、広く知られるようになった。

## 復元
1997年には、オペアンプICを使用して（元の機材のアナログコンピュータは真空管を使っていた）復刻、公開された。2010年12月にオリジナルの機材による復元と一般公開について発表された（なお、『テレビゲームとデジタル科学展』で展示されたものは、実物に似た表示を見せるだけのレプリカであった。同展では『スペースウォー!』も同様の展示であったが、そちらはエミュレータを使用したもので、遊ぼうと思えば遊べる状態だったという）。
雰囲気を楽しむだけであれば、ソフトウェアによるシミュレーションにより、ネット上のフラッシュサイトなどで遊ぶことができる。